# Лазарєва Галина Генадіївна
Галина Геннадіївна Лазарєва (нар. 24 травня 1971) — російський математик, фахівчиня в галузі математичного моделювання, член-кореспондент РАН (2016).

## Життєпис, кар'єра
Народилася 1971 року в родині вченого-фізика Г. І. Дімова .
1994 року отримала диплом магістра в Новосибірському державному університеті (НДУ).
2003 року, після закінчення аспірантури в Інституті обчислювальних технологій СВ РАН, — захистила кандидатську дисертацію на тему «Чисельне моделювання посилення ударних хвиль в бульбашкових середовищах».
Від 2004 року працює в Інституті обчислювальної математики і математичної геофізики СВ РАН(ІОМіМГ) на різних посадах, в даний час (2018 рік) — головна наукова співробітниця.
2008 року присвоєно вчене звання доцента.
2012 року стала докторкою фізико-математичних наук, тема докторської дисертації: «Математичне моделювання багатофазної газодинаміки з урахуванням гравітації на суперЕОМ».
У січні 2016 року присвоєно почесне вчене звання професорки РАН .
У жовтні 2016 року обрана членом-кореспондентом РАН по Відділенню математичних наук.

## Наукова діяльність
Г. Г. Лазарева — фахівчиня в галузі математичного моделювання та створення на його основі комплексів програм для задач динаміки багатофазних стискуваних середовищ і фізики плазми. Наукові інтереси пов'язані з математичним моделюванням у механіці суцільних середовищ, астрофізиці, геології та біології.
Серед основних результатів:
- дослідження нестаціонарних процесів у задачах механіки багатофазних стискуваних середовищ в результаті реалізації повного циклу математичного моделювання;
- розробка нових оптимальних економічних алгоритмів з максимально можливим ступенем паралелізованості, які враховують специфіку задачі.

Автор понад 50 публікацій, зокрема:
- Berendeev E.A., Lazareva G.G., Vshivkov V.A., Dimov G.I., Ivanov A.V., Dudnikova G.I. // Mathematical and experimental simulation of a cylindrical plasma target trap with inverse magnetic mirrors // Journal of Plasma Physics, 2015, v. 81. № 5, Paper no. 495810512.
- Тутуков А. В., Лазарева Г. Г., Куликов И. М. // Газодинамика центрального столкновения двух галактик: слияние, разрушение, пролёт, образование новой галактики // Астрономический журнал, 2011, т. 88, № 9, стр. 837—851.
- Кедринский В. К., Шокин Ю. И., Вшивков В. А., Дудникова Г. И., Лазарева Г. Г. // Генерация ударных волн в жидкости сферическими пузырьковыми кластерами // Доклады Академии наук, 2001, т. 381, № 6, стр. 773—776.

## Викладання, оргробота
Одночасно з дослідницькою роботою в ІОМіМГ, Г. Г. Лазарєва викладає в двох вузах Новосибірська: на кафедрі електрофізичних установок і прискорювачів фізико-технічного факультету Новосибірського державного технічного університету і на кафедрі математичного моделювання механіко-математичного факультету НДУ (в обох університетах займає посаду професора).
Є співавтором магістерської програми «Mathematical and Computer Modeling in Mechanics» англійською мовою в НДУ. 2014 року була членкинею команди проєкту НДУ «Англомовна програма „Applied Mathematics and Stochastics“».